# Palais Essaâda
Le palais Essaâda est un palais tunisien situé à La Marsa et qui abrite aujourd'hui le siège de la municipalité.

## Histoire
Il est construit par le souverain Naceur Bey à l'intention de son épouse Lalla Kmar, une odalisque circassienne née en 1862 et ayant épousé déjà deux beys avant lui, Sadok Bey et Ali III Bey. L'architecture et l'ornementation sont un mélange de styles hispano-mauresque, italien et français.
À la mort de Naceur Bey, le palais reste la propriété de Lalla Kmar, qui s'en occupe grâce à l'héritage que lui a laissé son époux. Comme elle n'a jamais eu d'enfants, elle offre tous ses biens dont le palais au Cheikh El Médina, Chedly Haïder, et à son épouse, qui deviennent propriétaires en 1942, au décès de Lalla Kmar. En 1953, le couple le cède à l'État tunisien car ils ne peuvent plus s'en occuper et le préserver.
Il devient donc un palais pour les dignitaires étrangers. Le 20 octobre 1956, le souverain Lamine Bey y reçoit le roi du Maroc Mohammed V. Lors de la proclamation de la République en 1957, le président Habib Bourguiba s'installe dans ce palais et l'agrandit sur une partie des décombres du palais Dar El Tej, un ancien palais beylical. Lorsque Bourguiba s'installe dans le nouveau palais présidentiel de Carthage, le palais redevient une résidence d'hôtes et accueille notamment Élisabeth II. La municipalité de La Marsa s'y installe par la suite et, le 30 juillet 2002, le palais devient un monument classé. On y célèbre des mariages, comme celui de Nizar Chaari en 2007.

## Hommage
Le chanteur Hédi Kallel chante Ya Dar El Habayeb en hommage au palais.